# Pavel Vančura
Pavel Vančura (* 7. ledna 1955 Čáslav) je český operní pěvec.

## Životopis
K hudbě ho přivedla jeho maminka, která hrávala na klavír a zpívala v kostele v Čáslavi na kůru, kde ho zaujal varhaník a který ho následně učil na housle. Po návratu z vojny se v Kutné Hoře a Praze vyučil varhanářem. Zároveň se věnoval sborovému zpěvu, v němž pokračoval po přestěhování do Světlé nad Sázavou v pěveckém sboru Gaudeamus. Jeho první účinkování v opeře bylo se sborem, kteří nastudovali Blodkovou operu V studni. Nazpíval zde Janka a všiml si ho pěvec Národního divadla Vojtech Kocián, který zde nazpíval Vojtěcha. Když v Kutné Hoře, kde pracoval na opravě varhan, hostovali umělci z libereckého Divadla F. X. Šaldy s inscenací Prodané nevěsty, uchválili ho natolik, že se rozhodl napsat dopis tehdejšímu řediteli Františku Dáňovi, ve kterém požádal o angažmá. Poté, co nedostal odpověď, rozhodl se znovu napsat dopis. Následně si ho pozvali a měl zazpívat jednu českou a jednu světovou árii. Po zazpívání mu ředitel zdělil, že takového amatéra tu ještě neměli a rovnou mu nabídl roli Surina v Pikové dámě, kde i hned v roce 1995 přijal angažmá. Začal soukromě studovat zpěv u pedagožky Květy Jevdokimovové v Havlíčkově Brodě a později u prof. Reného Tučka v Praze. Pravidelně hostuje na scénách Národního divadla v Praze, Národního divadla moravskoslezského v Ostravě a také v Divadle J. K. Tyla v Plzni. Vystupuje pravidelně i v zahraničí, a to v Německu, Francii, Španělsku a Itálii. Již několik let úzce spolupracuje se současným autorem duchovní hudby, varhaníkem a dirigentem Milošem Bokem, na jehož nahrávkách se pravidelně objevuje. Účinkoval i v pražském nastudování muzikálu Cats.
Za rok 2009 obdržel cenu Thálie v oboru opera za mimořádný výkon v roli Marbuela ve hře Čert a Káča ve Divadle F. X. Šaldy v Liberci.

## Operní role

### Divadlo F. X. Šaldy
- Piková dáma (Petr Iljič Čajkovskij)
- Nabucco (Giuseppe Verdi)
- Rusalka (Antonín Dvořák)
- Aida (Giuseppe Verdi)
- Netopýr (Johann Strauss mladší)
- Rigoletto (Giuseppe Verdi)
- Bohéma (Giacomo Puccini)
- Trubadúr (Giuseppe Verdi)
- Příhody lišky Bystroušky (Leoš Janáček)
- Don Giovanni (Wolfgang Amadeus Mozart)
- Jakobín (Antonín Dvořák)
- Jolanta (Petr Iljič Čajkovskij)
- Faust (Charles Gounod)
- Boris Godunov (Modest Petrovič Musorgskij)
- Čert a Káča (Antonín Dvořák)

### Národní divadlo moravskoslezské
- Tajemství (Bedřich Smetana)
- Julietta aneb Snář (Bohuslav Martinů)